# ستانا كاتيك
ستانا كاتيك (من مواليد 26 أبريل 1978)، ممثلة ومنتجة كندية. لعبت دور كايت باكيت في مسلسل الجريمة الرومانسي التلفزيوني كاسل على قناة أيه بي سي (2009-2016) ودور الوكيل الخاص لمكتب التحقيقات الفيدرالي إميلي بيرن في مسلسل الإثارة النفسية الغياب [الإنجليزية] (2017-2020).

## حياتها
ولدت ستانا كاتيك في هاميلتون، اونتاريو في كندا، من أب صربي وأم كرواتية، هاجرا من يوغوسلافيا إلى كندا، واتخذت ستانا اسمها كما ذكرت من جدتها، وهي الأبنة الأكبر في عائلة تتكون من أربعة أشقاء وشقيقة واحدة.
انتقلت فيما بعد مع عائلتها إلى مدينة أورورا، إلينوي، وأمضت السنوات التالية لذلك ذهابا وإيابا بين كندا والولايات المتحدة. درست ب المدرسة الثانوية غرب اوروراو تخرجت منها عام 1996، ثم درست الفنون الدرامية في شيكاغو بجامعة غودمان سكول أوف دراما.
منح أول دور لها من قبل أحد الأصدقاء في فيلم مستقل كان ينتجه.
في عام 2008 أسست شركة إنتاج خاصة بها «سين تيمور للإنتاج».
في 2010 مثلت دور البطولة في فيلم للعاشقين فقط كما جسدت صوت شخصية تاليا الغول في لعبة الفيديو باتمان: أركام سيتي.
اشتهرت بدور المحققة كايت باكيت في سلسلة كاسل، حيث شاركت في بطولته مع ناثان فيليون.
مع شريكها الممثل شيموس ديفر (الذي يجسد دور المحقق كيفين رايان في مسلسل كاسل)، قاما بإنشاء مشروع لوسائل النقل البديلة، والتي تشجع الجميع على التخلي عن السيارات لصالح وسائط نقل أكثر نظافة مثل ركوب الدراجات، والمشي أو وسائل النقل العام، كما تشارك في دعم وتعزيز السيارة الايكولوجية.
<مقابلة تلفزيونية تحدثت فيها ستانا عن المشروع البيئي.

## فيلموجرافيا

### سينما
- 2003 : غفوة : أنجيلا
- 2005 : مقاتل سري
- 2006 : سلالة التنين
- 2007 : عيد الحب روبيرت بانتون : جيني
- 2008 : مغامرات فلين كارسون : سر من كأس ملعون (أمينة المكتبة) (فلم تلفزيوني) : سيمون رينوار
- 2008 : ستيليتو : راينا
- 2008 : كم من العزاء : كورين فينو
- 2008 : الروح : مورجانستران
- 2010 :  للمحبين فقط : صوفيا
- 2011 : البديل : أمبر
- 2011 : الحقيقة من أجل كيري: أيما
- 2016 : رانديفو: ريتشيل روزمان

### تلفزيون
- 2004 : المعالج (الموسم 1, الحلقة 12) : ماريلا
- 2004 : الدرع (الموسم 3, الحلقات 14، 15) : أيلا
- 2004 : شارة 714 (السلسلة 3, الموسم2، الحلقة 8) : مريم نيلسون
- 2005 : الأقرب(الموسم 1, الحلقة 3) : نادية اورويل
- 2005 : إي آر (مسلسل) : بلاير كولين
- 2006 : 'سي إس آي: ميامي (الموسم 6, الحلقة 5) : ريتا سوليفان
- 2006 :هيروز (الموسم 1, الحلقات 16 و20) : هانا جيتلمان
- 2006 : 24 (مسلسل) (الموسم 5, الحلقات 13 حتى 15) : كوليت ستانجير
- 2006 : الاخوة والأخوات (مسلسل أمريكي) (الموسم 1, الحلقة 1) : مستشارة مالية
- 2007 : الوحدة (مسلسل) (الموسم 3, الحلقة 9) : العميل الخاص أدريان لان (مكتب تحقيقات الجرائم)
- 2008 : مغامرات فلين كارسون : سر من كأس ملعون  (فلم تلفزيوني) : سيمون رينوار
- منذ 2009: كاسل : المحققة كايت باكيت

كما ظهرت في بعض المشاهد ككومبارس من سلسلة إيلياس (مسلسل) في الحلقة 15 من الموسم 3.

## روابط خارجية
- ستانا كاتيك على موقع IMDb (الإنجليزية)
- ستانا كاتيك على موقع ميتاكريتيك (الإنجليزية)
- ستانا كاتيك على موقع روتن توميتوز (الإنجليزية)
- ستانا كاتيك على موقع قاعدة بيانات الأفلام العربية
- ستانا كاتيك على موقع ألو سيني (الفرنسية)
- ستانا كاتيك على موقع ميوزك برينز (الإنجليزية)
- ستانا كاتيك على موقع تيرنر كلاسيك موفيز (الإنجليزية)
- ستانا كاتيك على موقع أول موفي (الإنجليزية)
- ستانا كاتيك على موقع قاعدة بيانات الأفلام السويدية (السويدية)
- ستانا كاتيك على موقع إن إن دي بي (الإنجليزية)